# (9767) Midsomer Norton
(9767) Midsomer Norton (1992 EB1) – planetoida z pasa głównego asteroid okrążająca Słońce w ciągu 6,23 lat w średniej odległości 3,38 j.a. Odkryta 10 marca 1992 roku.